# Wijktuin Ommoord
Wijktuin Ommoord is een openbaar wandelgebied, park en natuurtuin of ecologische tuin van ongeveer 5 ha groot in de Rotterdamse hoogbouwwijk Ommoord. Het is gelegen tussen de woonbuurten Romeijnshof en Boekholt. Het is geen heemtuin, maar een park waar de natuur haar gang mag gaan. De wijktuin wordt van het Ommoordse veld, een stuk originele veenpolder, gescheiden door de President Wilsonweg. Door de wijktuin loopt een fietspad met de naam Einsteinpad.

## Geschiedenis

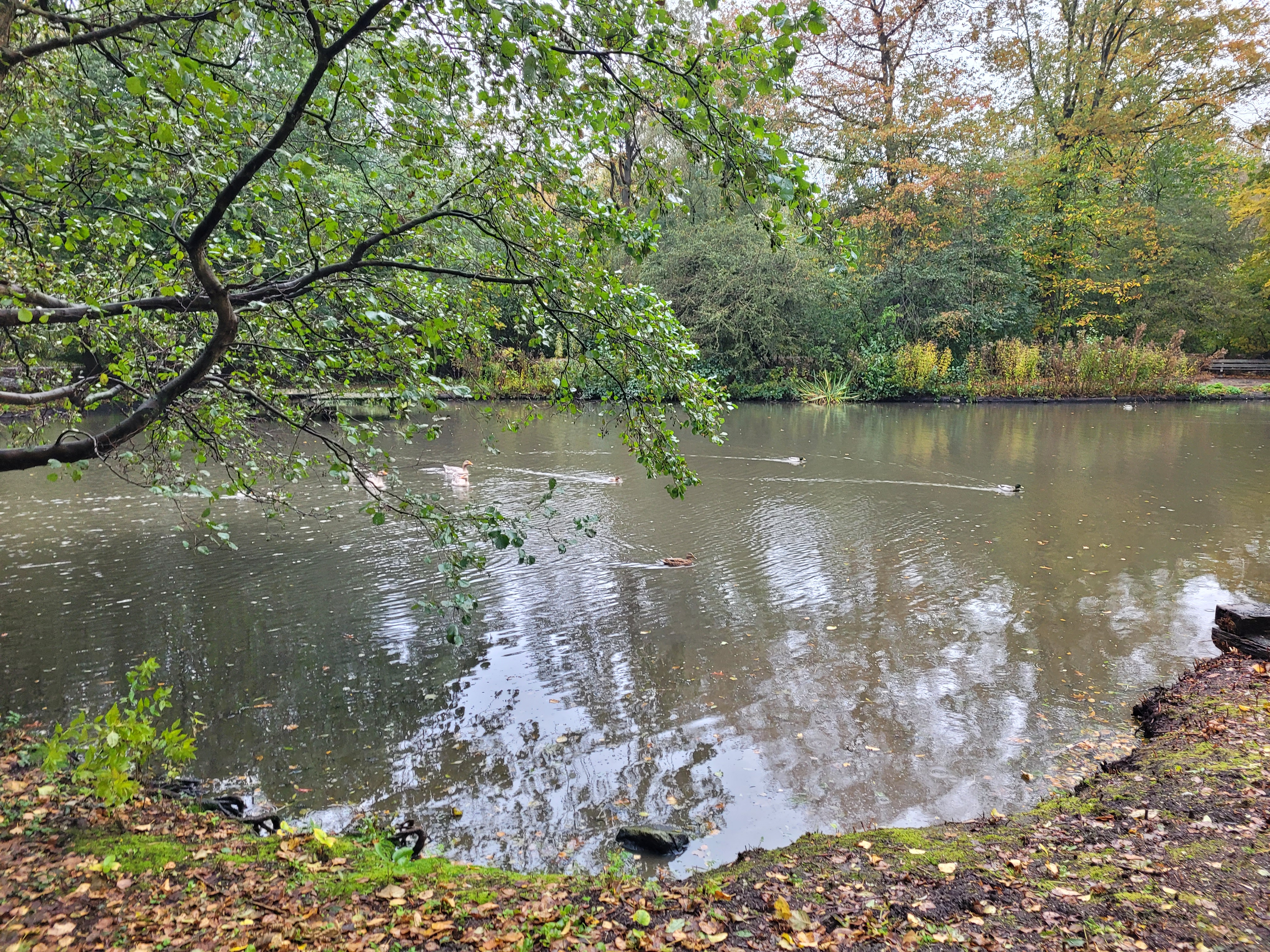
November 2023
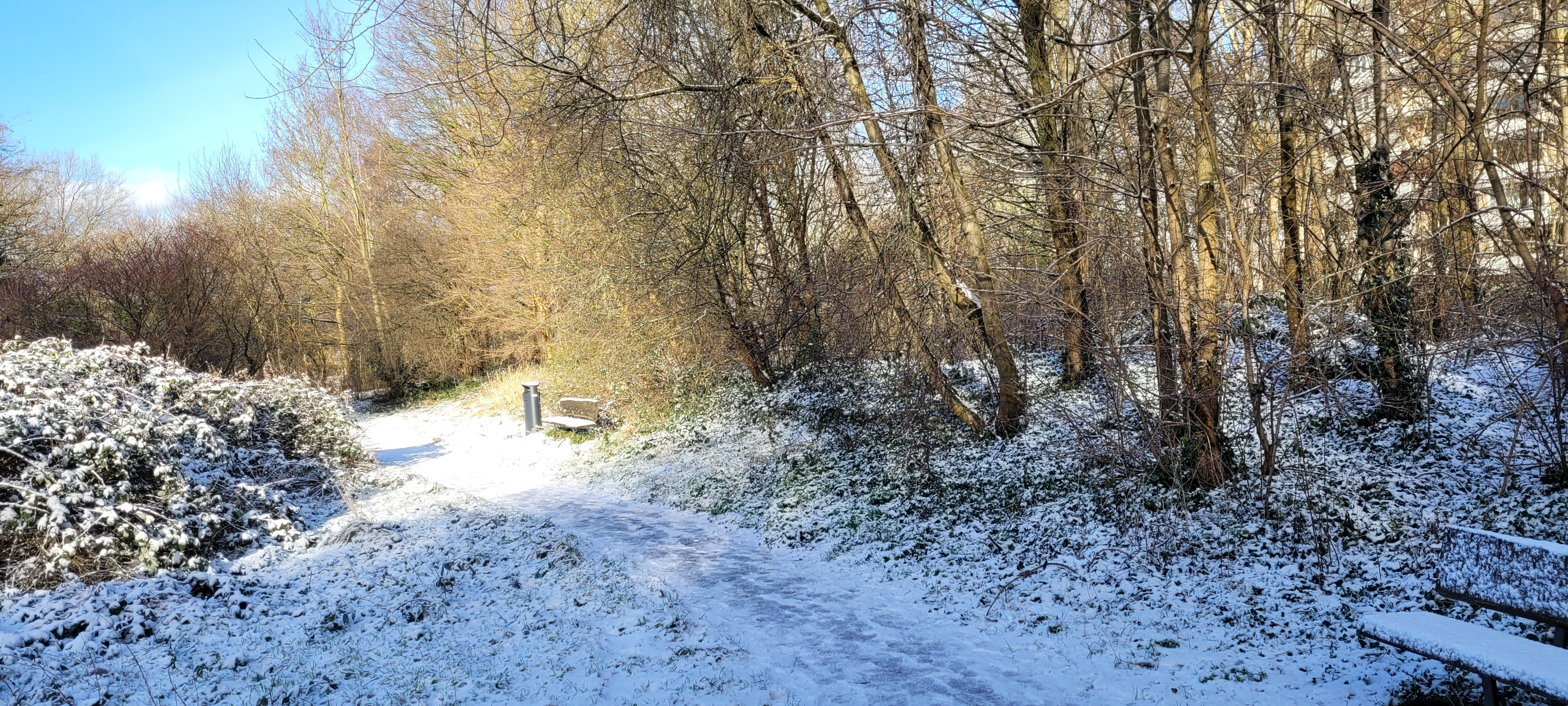
Januari 2024

De wijktuin bestaat uit twee delen met ieder een eigen geschiedenis. Het eerste deel is ontstaan uit een burgerinitiatief in 1972. Beschikbaar was een langgerekt terrein van ca. 2,5 hectare waar in de jaren daarvoor puin was gestort, afkomstig van in de buurt gesloopte boerderijen. De steeds meer begroeide puinbergen bleven behouden, ze zorgen voor reliëf in de parkaanleg. Het werk aan dit eerste gedeelte werd door vrijwilligers gedaan in samenwerking met gemeentelijke diensten. De aanleg gebeurde door middel van 'wild tuinieren', geïnspireerd op het werk van Louis le Roy. 
Aan de westzijde werd de wijktuin begrensd door een singel. Aan de overzijde daarvan is in 1975 een weiland van ca. 1,5 ha. door de gemeente ingericht met eenzelfde natuurlijk karakter als de eerste tuin. Hier echter geen reliëf maar een centrale waterpartij. De gemeente verzorgde het onderhoud in deze 'westelijke wijktuin'. De verbinding tussen beide delen van de wijktuin wordt gevormd door een brug over de singel. De eerste brug uit 1978 is in 2013 vervangen door een nieuwe.
In 2006 heeft 'Groenpunt Rotterdam', een samenwerkingsverband tussen onder meer het Rotterdams milieucentrum en het Nivon, de wijktuin uitgeroepen tot het mooiste stuk groen van heel Rotterdam. De prijs werd niet alleen uitgereikt omdat de wijktuin mooi was maar vooral ook omdat de natuur er veel ruimte krijgt haar eigen gang te gaan.
In 2007 zijn beide gedeeltes van de wijktuin en de ertussen liggende singel door de gemeente Rotterdam tot beschermd natuurgebied verklaard. Sindsdien zijn de vrijwilligers, samen met een of twee gemeentemensen, werkzaam in de gehele wijktuin.

Wijktuin 2020
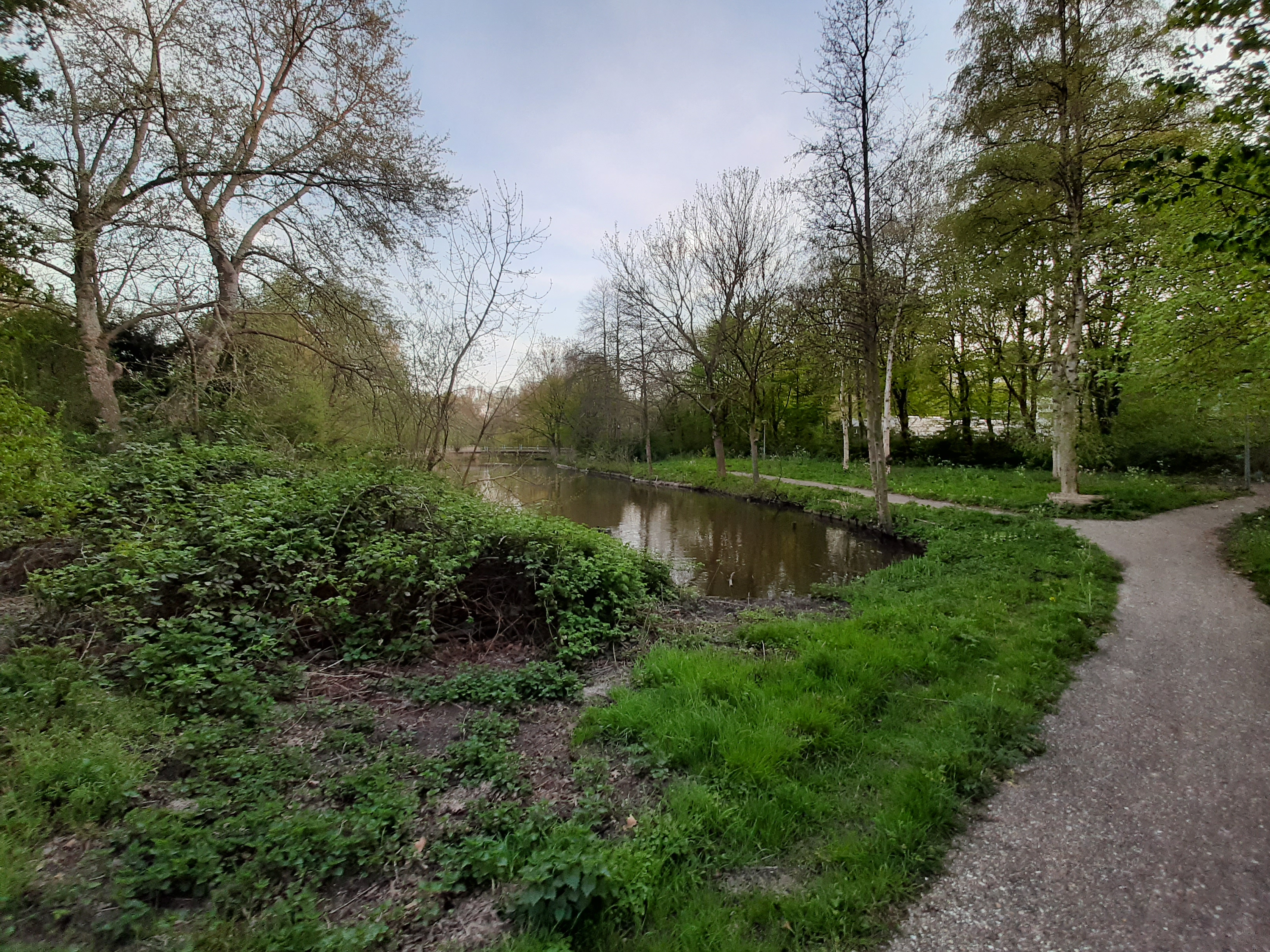
April 2020
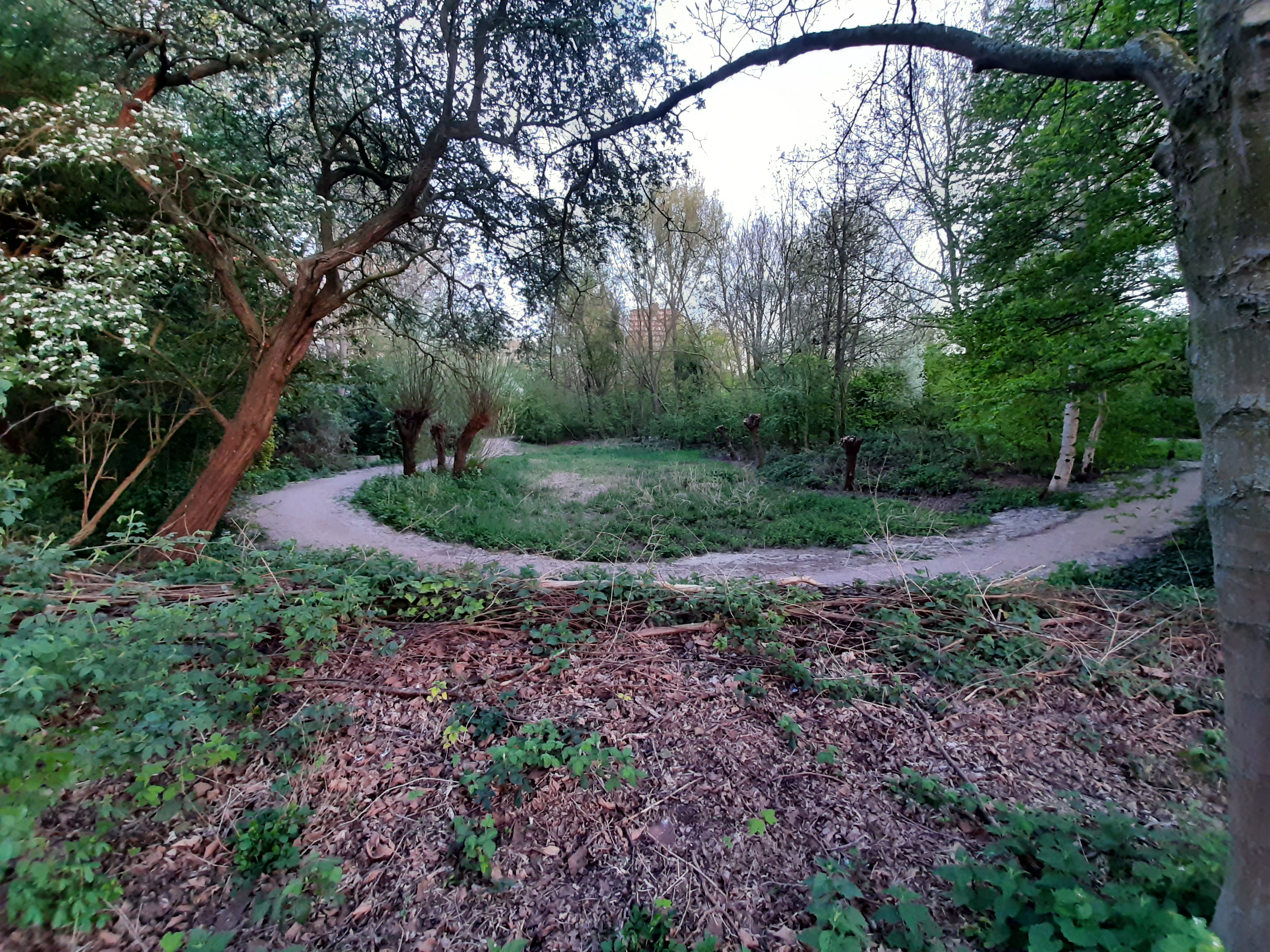
April 2020
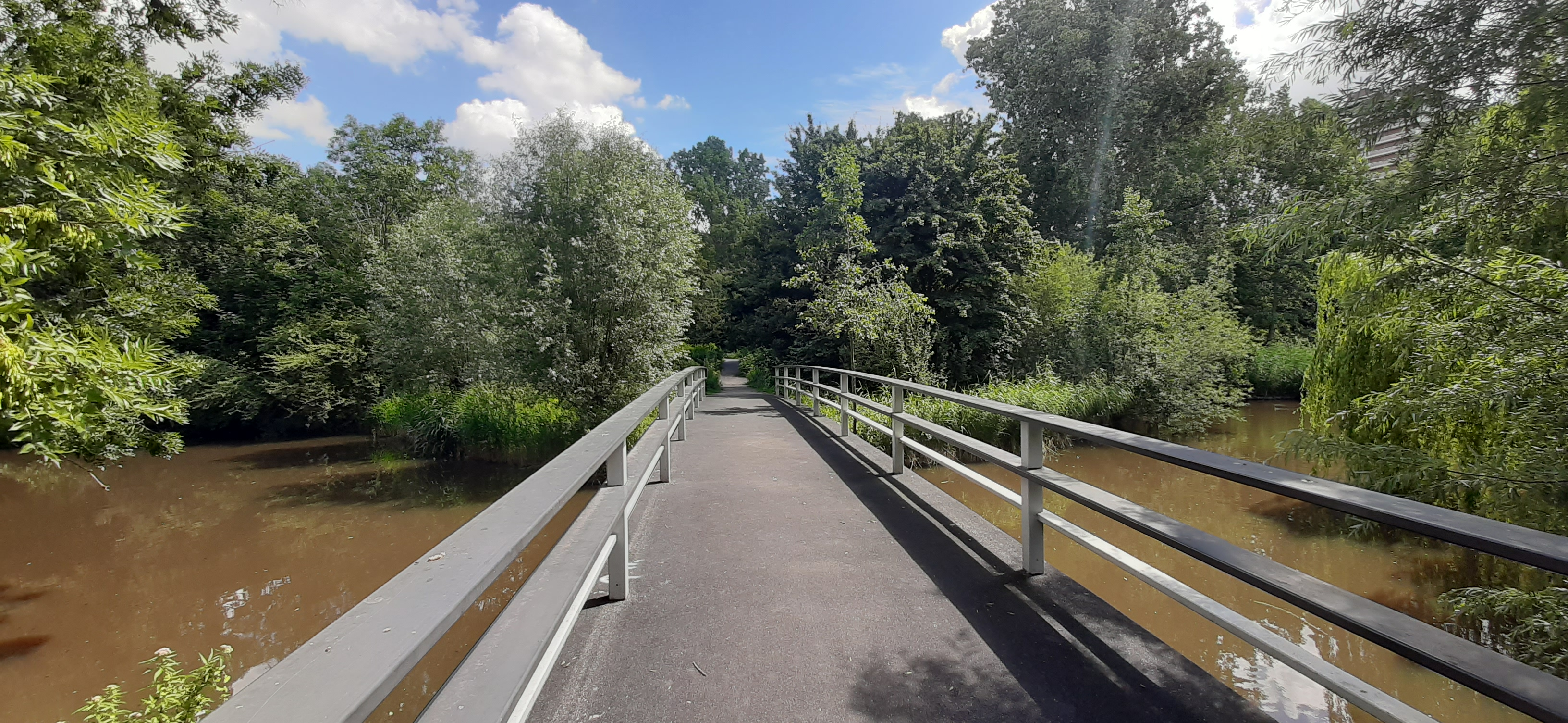
Juli 2020

Wijktuin 2023, 2024
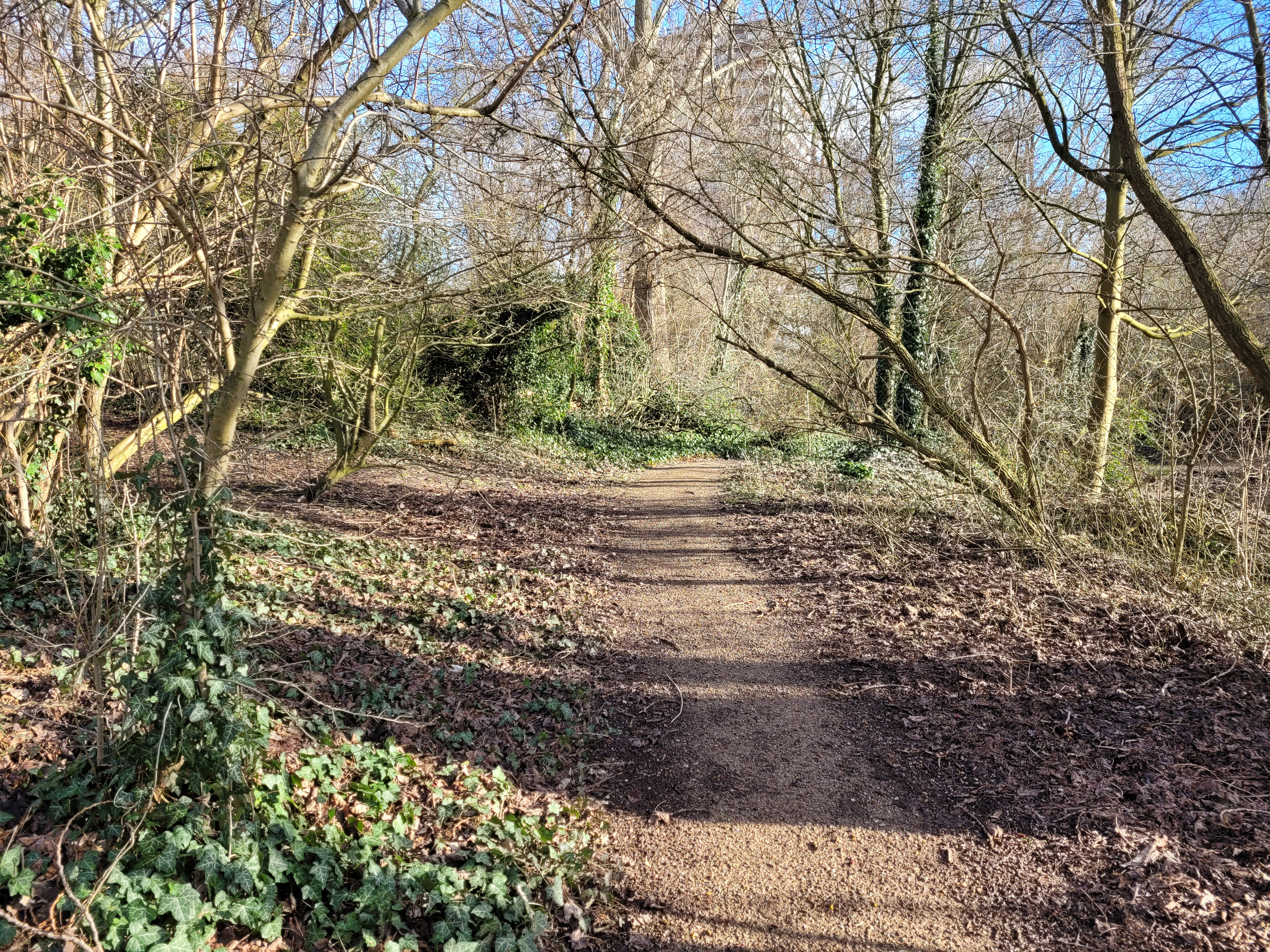
Maart 2023
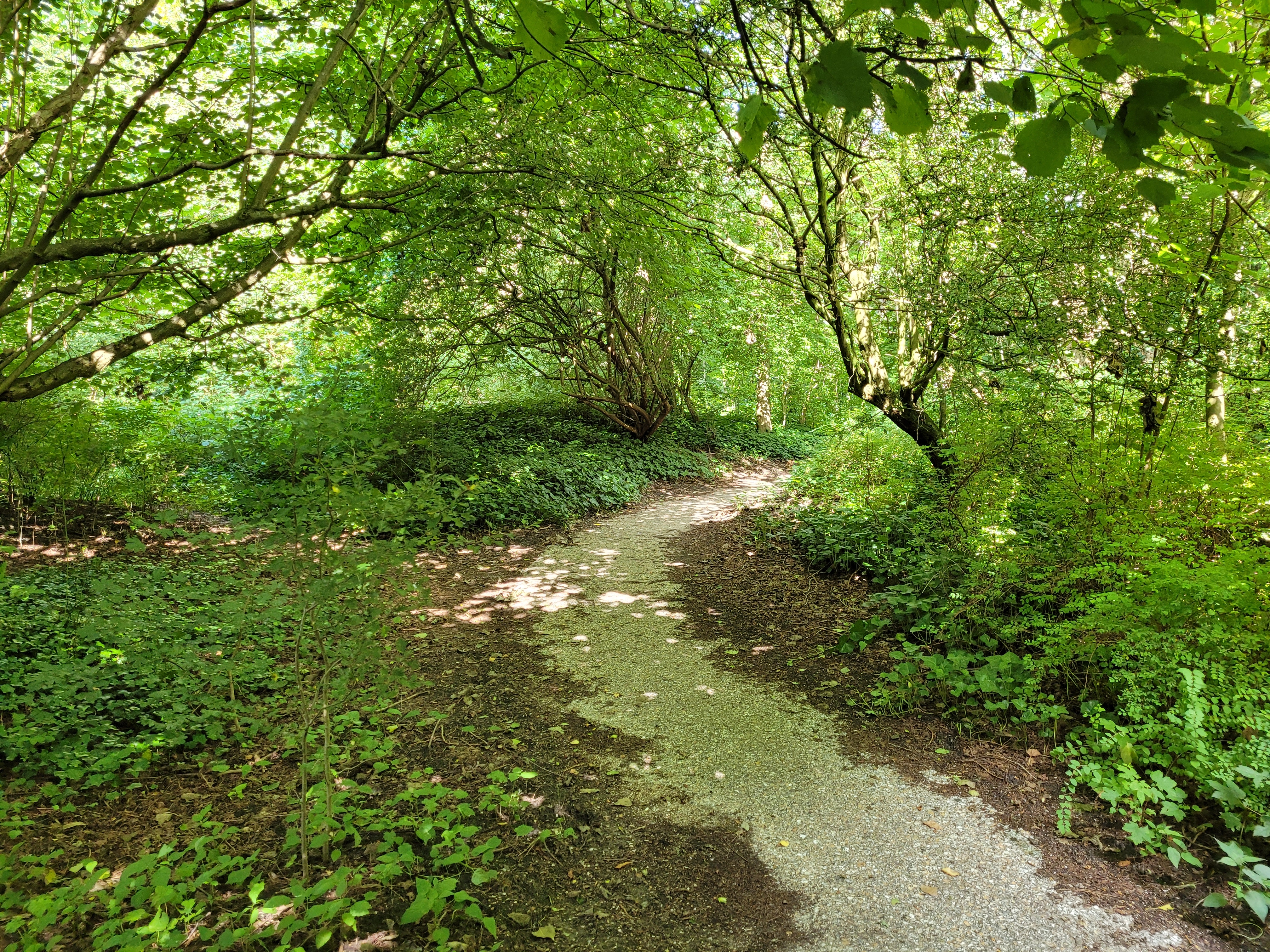
Augustus 2023
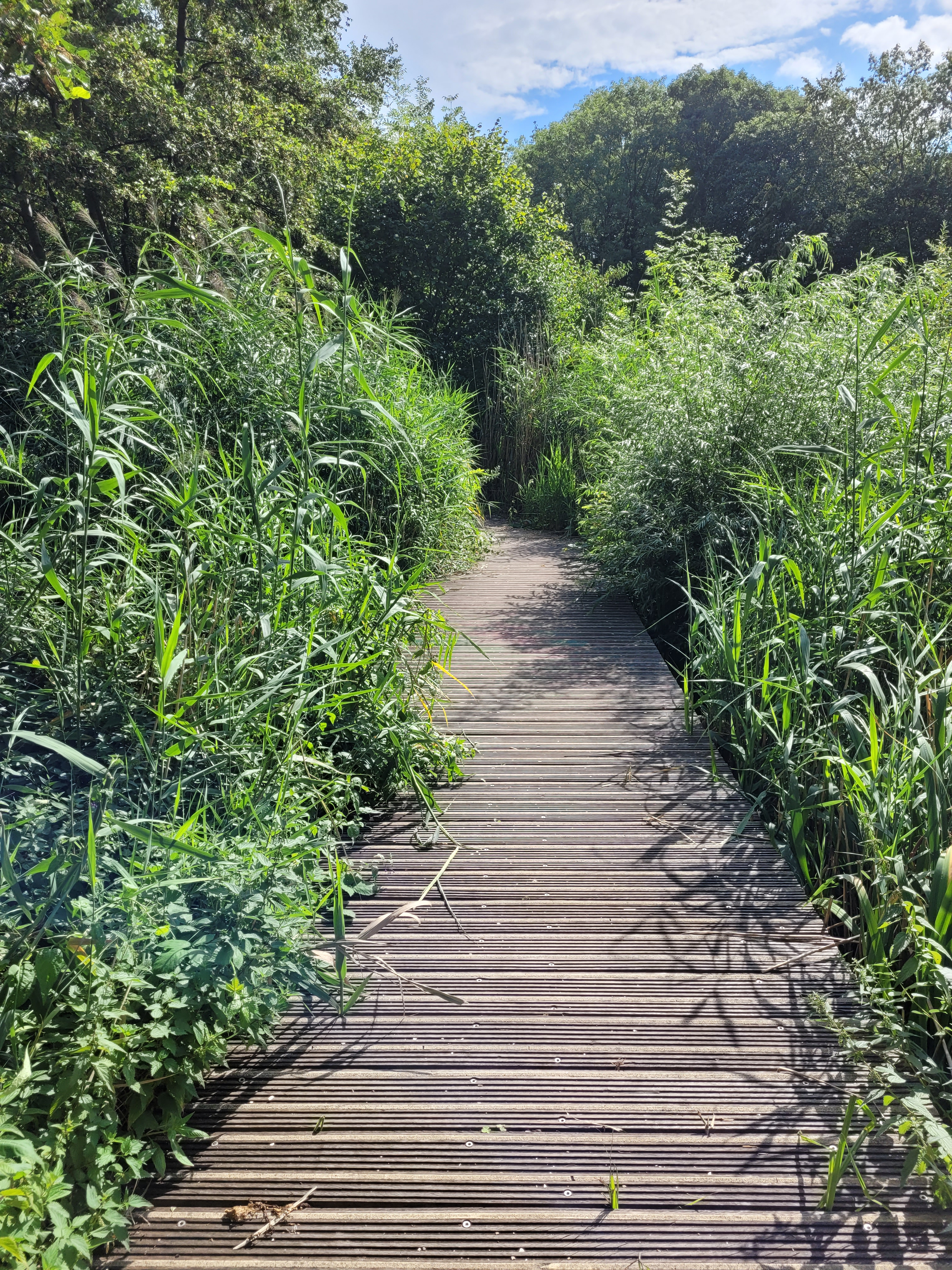
Augustus 2023

- November 2023
- Januari 2024
- Video watervogels